# David Montoya Henao
David Montoya Henao (n. Medellín, Antioquia, Colombia; 1 de septiembre de 1995) es un futbolista colombiano. Juega de defensa central y su actual equipo es el Leones FC de la Segunda División de Colombia.

## Trayectoria
Montoya Henao inició su carrera como jugador en 2014, jugando para Leones FC, club con el cual estuvo durante 4 temporadas, donde obtuvo un subcampeón de la Primera B de su país. Un año después, emigró al Cortuluá también de la Primera B de su país, donde estuvo muy cerca de ascender a la Primera División del fútbol colombiano. En enero de 2020, Montoya Henao tendrá su primera experiencia en el extranjero y también su primera experiencia en Primera División, al fichar por el Deportes La Serena de la Primera División del fútbol chileno, justo semanas después de que el equipo serenense, logró el ascenso a la máxima categoría, tras vencer por penales a Deportes Temuco.

## Clubes

### Como jugador
| Club               | País     | Año       |
| ------------------ | -------- | --------- |
| Leones FC          | Colombia | 2014-2018 |
| Cortuluá           | Colombia | 2019      |
| Deportes La Serena | Chile    | 2020      |
| Leones FC          | Colombia | 2021-Act. |